# 게르노트 유르틴
게르노트 유르틴(독일어: Gernot Jurtin; 1955년 10월 9일, 슈타이어마르크 주 샤이플링 ~ 2006년 12월 5일, 잘츠부르크 주 알텐마크트 임 폰가우)은 오스트리아의 전 국가대표 축구 선수로, 슈투름 그라츠 지지자들 사이에서 전설로 추앙받는 자이다.

## 클럽 경력
유르틴은 카를 슐레히타 감독의 지도 하, 1974년 여름에 슈투름 그라츠 1군에 합류했고, 즉시 주전으로 도약했다. 그가 치른 최고의 시즌은 1980-81 시즌으로, 그는 7-0으로 이긴 비너와의 1981년 6월 5일 경기에서 5골을 넣은 것을 포함해 오스트리아 분데스리가에서 20골을 기록했다. 그는 보조 바코타와 협력하여 뛰어난 골 결정력을 과시했다. 유르틴은 1987년에 슈투름 그라츠를 퇴단하기 전까지 373번의 경기에 출전해 119번 골망을 흔들었다. 금발의 등번호 11번은 그라츠 선수로는 최초로 리그에서 마의 100골을 돌파한 최초의 선수이다.

## 국가대표팀 경력
1979년부터 1983년까지, 그는 오스트리아 국가대표팀 경기에 12번 출전해 1골을 기록했다. 그는 1982년 월드컵에서 2경기 출전했는데, 한 경기는 칠레전이었고, 다른 한 경기는 북아일랜드전이었다.

## 최후
2006년 12월 5일, 그는 향년 51세에 암으로 영면에 들었다.

## 수상
개인
- 오스트리아 분데스리가 득점왕: 1980-81[3]